# دارميلة (كوشك)
دارميلة (بالفارسية: درمله) هي منطقة سكنية تقع في إيران في قسم كوشك الريفي. يقدر عدد سكانها بـ 0 نسمة بحسب إحصاء 2016.